# Вераче
Вераче (словен. Verače) — поселення в общині Подчетртек, Савинський регіон, Словенія. Висота над рівнем моря: 327,9 м.